# 壁ぎわ税務官
『壁ぎわ税務官』（かべぎわぜいむかん）は、佐藤智一による日本の漫画、またそれを原作としたテレビドラマ。『ビッグコミックオリジナル』（小学館）に連載されていた。

## 登場人物
鐘野成樹（かねの なるき）
札岡県庁税務課特別徴収係。寄木曰く「民主主義の壁」。強引な徴収のやり口は取り立て屋からさえ恐れられている。実は絶対音感の持ち主で、ピアノはプロ級の腕前。高校時代は成績優秀で、合唱部に在籍し、「沖校のジュリー」と呼ばれていた。
石上正直（いしがみ しょうじき）
札岡県庁税務課特別徴収係。東大法学部出身。普段は低姿勢だが、酒癖が悪く、酒を飲むとすぐに暴れ出したり説教を始めたりする。高校時代は演劇部に所属していた。
桐生麗（きりゅう うらら）
札岡県庁行政考査分室室長。通称「氷の美女」。年齢は3巻時点で28歳。石上の高校時代の2年先輩で、同じ東大出身。特技はピアノで、昔はジャズピアニストを目指していた。
寄木（よりき）
札岡県庁税務課課長。
不破（ふわ）
札岡税務署署員。
上田行男（うえだ ゆきお）
札岡県庁総務部部長であったが、第5巻にて副知事となる。
高倉洋一（たかくら よういち）
札岡県庁総務部部長。上田の後任。
鐘野猛子（かねの もうこ）
成樹の叔母で、やり手の経営コンサルタント。兄（成樹の父）の死の影響で税金を恨んでいる。
畑野清子（はたの きよこ）
県会議員。
畑野明子（はたの あきこ）
清子の妹。昼は銀行員、夜はホステスとして働いている。夢は漫画家になることだが、描いた漫画が採用されたことはない。
闇雲金融（やみくもきんゆう）
借金の取り立てをしている、髭の男とサングラスの男の2人組。ドラマ版ではそれぞれ鷲塚光男（わしづか みつお）、栗殻紋二（くりから もんじ）という名前が設定されている。

## テレビドラマ
2001年から2006年までフジテレビ系「金曜エンタテイメント」で放送されたシリーズ。全4回。
第1作の主演はいかりやではなく、筒井道隆。
2004年のいかりや逝去に伴い、第4作は内藤剛志に交代（他の主要キャストも一新）。

### キャスト

#### レギュラー
- 鐘野成樹（札岡県庁税務課特別徴収課 税務官） - いかりや長介（第1作 - 第3作）、内藤剛志（第4作）（幼少期：荒井健太郎[2]〈第4作〉）
- 石上正直（札岡県庁税務課特別徴収課 税務官） - 筒井道隆（第1作）、小泉孝太郎（第2作・第3作）、金子貴俊[3]（第4作）
- 桐生麗（札岡県庁行政考査 室長） - かとうかずこ[4]（第1作）、森下涼子（第2作・第3作）、櫻井淳子（第4作）
- 寄木（札岡県庁税務課 課長） - 高橋克実（第1作 - 第3作）、小宮健吾（第4作）
- 日和（札岡県庁税務課 係長） - 鈴木浩介（第1作 - 第3作）
- 不破大五郎（札岡税務署 署員） - 山崎一（第1作 - 第3作）
- 諏訪小五郎（札岡税務署 署員） - 吉満涼太（第1作 - 第3作）
- 栗殻紋二（闇雲金融 社員） - ほんこん【旧・蔵野孝洋[5]】
- 鷲塚光男（闇雲金融 社員） - 掛田誠
- 石上直子（正直の母） - 風祭ゆき（第1作・第3作）
- 石上正宗（正直の父） - 大林丈史（第1作）
- 鐘野猛子（経営コンサルタント・鐘野の叔母） - 野際陽子（第2作・第3作）

#### ゲスト
第1作（2001年）
- 比企益代（ランジェリーパブのホステス） - 中山忍
- 安易工作（安易板金工業 社長） - 三上直也
- 大味信一（レストラン「マヒマヒ」オーナー） - モト冬樹
- 保富大三郎（札岡県知事） - 金田龍之介
- 近所の主婦 - 白石まるみ
- 質屋（レストラン「マヒマヒ」常連客） - 不破万作
- 天野寛子 - 真瀬樹里
- 保富誠一郎（保富の息子） - 小林健
- 巡査 - 六角精児
- 小茉莉 - 松永レイ
- 第一善行銀行 支店長 - 柴田林太郎
- 胴本締男（関東胴本会 会長） - 藤森大樹
- 神父 - はせさん治

第2作（2002年）
- 情深純子（南出茂物産 元秘書・情深の娘） - 田中美里
- 進入無理男（南出茂物産 社長） - 逢坂じゅん
- 情深（矢場井解体産業 専務）- 出光元
- 矢場井（矢場井解体産業 社長） - 谷幹一
- 狩多大輔（税金滞納者）- 松澤一之
- 千代リン（鐘野のメル友）- 小出由華
- 持過輝男（持過医院 院長）- 小宮健吾
- 八百長（八百屋 店主）- すわ親治
- 木勉（荒技保険 調査員） - 猪野学
- 荒技保険 上司 - 浅沼晋平

第3作（2003年）
- 片岡真子（正直の中学時代の同級生・家庭内暴力の被害者） - 上原さくら
- 片岡達夫（真子の夫） - 中村俊太
- 河豚山鮟鱇（代議士） - 児玉謙次
- 浅墓大一 - 半海一晃
- 皮萩釣男 - すわ親治
- 美由紀（札岡県庁税務課 職員） - 西村美保
- 片岡守（達夫の連れ子） - 小瀬理久真
- 軽米茂（ラブホテル「アミー」経営者） - 小野ヤスシ
- 図法螺社長 - 又野彰夫
- 鱶田鮫男（河豚山の私設秘書） - 江藤潤
- 遥（猛子の秘書・かつて鱶田に自殺に追い込まれた女性の妹） - 芦名星

第4作（2006年）
- 畑野明子（桐生麗の友人） - 田丸麻紀
- 前庭無学 - 谷啓
- 原田千代 - 水野久美
- 拝金宗教（住職） - 左とん平
- 東海林 - 橋本啓輝
- 税務課員 - 長濱正明、嶋本勝博
- 井田國彦

### スタッフ
- 原作 - 佐藤智一（小学館「ビッグオリジナルコミックス」刊）
- 企画 - 荒井昭博・金井卓也（フジテレビ）、奥山豊彦（小学館）
- 脚本 - 高橋正圀
- 音楽 - 手塚理
- 原案協力 - 吉野彰浩、阿部慶輔、板谷真人（小学館「隔週刊ビッグコミックオリジナル」編集部）
- プロデューサー/演出 - 小林俊一
- 制作協力 - コミックブレーン推進委員会/フォーチュン、阿呍、テクノマックス、フジアール、東映テレビ・プロダクション
- 制作 - フジテレビ、彩の会

### 放送日程
| 話数 | 放送日         | サブタイトル | 脚本     | 演出     |
| ---- | -------------- | --- | -------- | -------- |
| 1    | 2001年05月04日 | 1円たりとも見逃さない…お上公認の必殺取り立て屋があの手この手で悪徳滞納者を一網打尽 薄幸な結婚の裏に巨大脱税の罠が                  | 高橋正圀 | 小林俊一 |
| 2    | 2002年10月11日 | ライバル登場編 | 高橋正圀 | 小林俊一 |
| 3    | 2003年03月21日 | 悪質な脱税徹底的に取り立てます 腕きき地方税務官が挑む代議士還付金詐欺の巧妙な手口と破綻した女の涙                                  | 高橋正圀 | 小林俊一 |
| 4    | 2006年07月14日 | 仁義なき戦い 泣く子も黙る税金取立屋VS地方税！ 偽装離婚で慰謝料詐欺!? 税金徴収のプロが行く！1円たりとも見逃さない、新・壁ぎわ税務官 | 高橋正圀 | 小林俊一 |